# Poeta Saxo
Poeta Saxo (poeta sajón) fue un anónimo autor sajón que escribió en latín medieval los Annales de gestis Caroli magni imperatoris libri quinque ("Anales de las obras del emperador Carlomagno en cinco libros"), probablemente fue un monje de la abadía de San Galo o Corvey. Sus anales son un ejemplo de los primeros tratados poéticos sobre la historia de Sajonia, un trabajo analítico característico del renacimiento carolingio.
La identidad sajona del poeta es implícita en dos partes del texto de su poema, cuando se refiere a los sajones como "nuestro pueblo" 687-690. Posiblemente inició su compilación con textos procedentes de la tradición oral sobre Carlomagno, conquistador de los sajones en 883 pero pronto derivó a textos textos analíticos, como Annales regni Francorum compilados por el escriba Eginhardo, y trabajos biográficos como Vita Karoli Magni, también de Eginhardo; compuso el poema entre 888 y 891, durante el reinado de Arnulfo de Carintia, a quien se dirige. El poeta se recrea en la poesía clásica y parece formado en retórica. Los anales evidencian que tuvo acceso a otras fuentes (hoy perdidas) para historiadores, sin embargo los críticos literarios no alaban su obra a la vista que simplemente transformó el redactado de prosa en métrica con muy pocas contribuciones originales. 
El poeta, no obstante, "va más allá de ideas preconcebidas y convencionales", retratando a Carlomagno como superior al emperador romano y equiparándolo a Constantino el Grande en el paraíso, y tan famoso como David. Al final del libro, el poeta presenta a las naciones durante el juicio final y encabeza a cada nación con un apóstol: San Pedro dirige a los judíos y San Pablo a los gentiles, San Andrés a los griegos, San Juan Apóstol a los asiáticos, San Mateo a los etíopes, Tomás el Apóstol a los indios y Carlomagno a los sajones. El poeta se encuentra entre los sajones salvos que se presentan ante Cristo; por esta razón ignora la brutalidad de la conquista de Carlomagno para con su pueblo, por la que Carlomagno aportó la salvación cristiana.
Entre los extractos históricos que el poeta se encuentra como fuente primaria, es el capítulo sobre la presentación del vikingo Halfdan de Dinamarca en la corte de Carlomagno en 807 y la existencia de poemas germánicos y canciones sobre héroes germanos del pasado. El poeta escribe:
Est quoque iam notum: vulgaria carmina magnis / Laudibus eius avos et proavos celebrant, / Pippinos, Carolos, Hludowicos et Theodricos / Et Carlomannos Hlothariosque canunt.
El Poeta se refiere también a los pueblos europeos sobre los cuales los romanos no dominaron pero que están sujetos a la autoridad de Carlomagno.
La identificación del poeta con Agius de Corvey fue rechazada por Karl Strecker y posteriormente por H. F. Stiene. Rita Lejeune y Timothy Reuter ven los anales como un predecesor de la poesía épica francesa y los libros de caballerías. El poeta fue fuente para la obra de Viduquindo de Corvey.
De los cinco libros, los primeros cuatro están presentados en hexámetros mientras que el último en pareados elegíacos. La primera edición crítica sobre la obra del poeta pertenece a  G. H. Pertz, Monumenta Germaniae Historica, II (Hanover, 1829), que fue reemplazada y actualizada por Paul von Winterfeld en su Poetarum Latinorum Medii Aevi Tomus IV, (Berlín, 1909). Partes de ambos libros aparecen en la obra de Goodman (1985) con traducciones en inglés.